# لوكاس سيلفا (لاعب كرة قدم مواليد 1980)
لوكاس سيلفا هو لاعب كرة قدم برازيلي في مركزي الدفاع، ولد في 25 نوفمبر 1980 في جوندياي في البرازيل. لعب مع باوليستا ونادي جوفنتودي ونادي شابيكوينسي ونادي غاما ونادي فيروفياريا.

## وصلات خارجية
- لوكاس سيلفا (لاعب كرة قدم مواليد 1980) على موقع قاعدة بيانات كرة القدم.إي يو (الإنجليزية)
- لوكاس سيلفا (لاعب كرة قدم مواليد 1980) على موقع Soccerway.com (الإنجليزية)